# Sicyopterus stimpsoni
Sicyopterus stimpsoni (noto in lingua inglese come Nopoli rockclimbing goby o anche come oopu nopili, o Stimpson's goby) è una specie di pesce anfidromo della famiglia delle gobiidae (le cui specie sono chiamate comunemente in Italia ghiozzi) endemica delle isole Hawaii.

## Descrizione
Nel primo periodo di vita si sposta dalle correnti d'acqua dolce a quelle di acqua salata prima che i cambiamenti nell'anatomia della sua bocca gli rendano impossibile nutrirsi di plancton. Il suo comportamento dietetico dipende in modo cruciale dal ciclo delle alghe nella zona bentica, che è legato al ciclo idrologico delle correnti delle isole.
Nel periodo della maturità, lo si trova nella parte superiore di corsi d'acqua chiari, con correnti veloci di montagna, ove si trova un letto di ghiaietta chiara e le rocce prive di sedimentazioni, che permettono la crescita di alghe. Esso si trova in tutte le isole hawaiane, benché nell'isola di Oahu sia oggi ormai raro. Si tratta di una specie erbivora, che si nutre esclusivamente di diatomee e di filamenti di alghe e che difende con vigore il suo habitat. I maschi mostrano un colore blu brillante ed un color rosso durante il periodo della riproduzione, colori che mutano a seconda dell'umore del soggetto. Le femmine depositano le uova sulle pietre, ove i maschi le fecondano, e gli embrioni vengono immediatamente trasportati dalla corrente verso il mare, dove si sviluppano, per poi tornare nel fiume e risalirne la corrente: qui vivono poi per alcuni anni. Per giungere in queste zone gli avannotti debbono risalire le correnti "arrampicandosi" su pareti verticali di roccia, spesso superando alte cascate. Queste "arrampicate" vengono rinviate fino a quando le parti della bocca si spostano da una posizione frontale ad una sotto il corpo. Questo cambiamento avviene in due giorni, e la dieta passa da quella di un onnivoro a quella di un erbivoro che si nutre solo più di alghe che crescono sulle superfici delle rocce fluviali e che non per pura coincidenza gli consentono di superare scivolose cascate con l'ausilio della bocca e di proboscidi pelviche.
Suoi predatori sono le nitticore e durante la migrazione negli estuari i Caranx, i threadfin ed i grandi barracuda.

## Conservazione della specie
Cinque delle sette specie endemiche delle Hawaii sono gobiodee e queste ultime tutte sono anfidrome, adatte ai torrenti a gradoni delle montagne hawaiane e sono estremamente sensibili all'alterazione del loro habitat.